# Miguel Ángel Coloma
Miguel Ángel Coloma (La Plata, n. ca. 1946), es un cantante de música folklórica de Argentina, que integró la primera conformación del Quinteto Vocal Tiempo, antecedente directo del grupo llamado Quinteto Tiempo desde 1972. Con posterioridad se ha dedicado a la promoción de la actividad coral, siendo miembro de la Comisión Directiva de la Sociedad de Encuentros Corales.

## Trayectoria
Miguel Ángel Coloma, en la década de 1960, integraba el Coro Escuela de Bellas Artes de La Plata y luego un conjunto folklórico llamado Los Quiaqueños. En 1966 formó el Quinteto Vocal Tiempo, junto con Alejandro Jáuregui, Eduardo Molina, Sarita Masi y Guillermo Masi, dirigidos y siguiendo los arreglos de Jorge Cumbo, por entonces ya un reconocido músico de La Plata.
Desde entonces se sucedieron las actuaciones, destacándose la actuación del grupo en el Festival de Baradero y el Festival de Peñas de Mercedes. En 1967 el Quinteto Vocal Tiempo adhirió al Movimiento del Nuevo Cancionero, liderado por Armando Tejada Gómez y Mercedes Sosa, y participó en El Chasqui, un espectáculo realizado por Armando Tejada Gómez en el estadio del Club Atlético Huracán en Buenos Aires. 
A comienzos de 1968 dejó el grupo siendo reemplazado por Carlos D'Ovidio.